# Ирландский национальный университет в Голуэе
Ирландский национальный университет был основан в 1849 году как Королевский колледж Голуэй «Queen’s College, Galway». По закону (Irish Universities Act) в 1908 году колледж стал частью Национального университета Ирландии и был переименован в «University College, Galway».

## История
С правовым актом University College, Galway Act, 1929 ирландский язык получил статус «рабочего языка» колледжа. В 1997 году с Universities Act, 1997 колледж получил статус университета и был переименован в National University of Ireland, Galway.

## Факультеты
- Гуманитарные науки
- Кельтской антропологии
- Экономика
- Технические науки
- Юриспруденция
- Медицина
- Общественные науки

## Известные личности
- Джеймс Хардиман, библиотекарь и автор; университетская библиотека была названа в честь него
- Джордж Джонстон Стоуни, предложивший название «электрон» для элементарной частицы
- Джон Уодделл, исследователь доисторической эпохи Ирландии